# BREAKS LONDON
BREAKS LONDON  (ブレイクスロンドン) は日本人のファッションデザイナーRYO YAMAZAKIが2010年にロンドンを拠点に立ち上げたファッションブランドである。
ブランド名には創始者の「イギリスファッションシーンに入り込み勝負する」との想いから「Break into」(英熟語で侵入する、割って入るという意味)が語源とされている。

## 歴史
2010年ロンドンにてBREAKS LONDONを創設する。
2011年にファーストコレクションを発表。ロンドンアンダーグラウンドシーンを象徴する攻撃的なスタイリングは同世代のミュージシャンやメディアなどから高い評価を受ける。以後、イギリスのミュージシャンから愛され、衣装提供の依頼を受ける。
レザーアイテムを得意とし初期から展開されているライダースジャケットはブランドの代名詞ともいえるアイテムとなっている。
2012S/S コレクションがオンラインファッション総合サイトであるLookk.comにてSusie Bubble(スージーバブル) とManish Arora(マニッシュアローラ)により選考されBest Menswearを受賞。
2013S/SコレクションではPREMIUM BERLINにてYOUNG DESIGNERS AWARDを受賞。
そのコレクションはベルリンのGaleries Lafayette(ギャラリー・ラファイエット)のショーウィンドウを飾りEU圏での認知を獲得。
またそのころからMUSE(ミューズ) The Horrors(ザ・ホラーズ) The vaccines(ザ・ヴァクシーンズ)といったUKを代表するロックバンドの衣装を手掛けるなど活動の幅を広げ、Dazed and Confused(デイズド アンド コンフィューズド)やH Magazine(エイチマガジン)といったEUを代表するファッション誌にも度々取り上げられる存在となる。

## 沿革
- 2010年8月 ロンドンにてBREAKS LONDONを創設
- 2011年1月 ファーストコレクションである2011A/Wコレクションを発表
- 2011年6月 2012S/Sコレクションを発表
- 2012年1月 パリのTranoï Homme(トラノイオム)にて2012A/Wコレクションを発表
- 2012年6月 ミラノのWhite Milan(ホワイトミラン)とベルリンのPremium Berlin(プレミアムベルリン)にて2013S/Sコレクションを発表
- 2012年8月 イギリスのX Factor(エックスファクター)へ衣装提供を開始
- 2012年10月 MUSE(ミューズ)のThe 2nd Law(セカンドロウ)のツアー衣装の提供を開始
- 2013年 2月 MUSE(ミューズ) へ特別衣装を製作

## タイアップ／コラボ
- Cutler and Gross(カトラーアンドグロウス)の2012A/Wキャンペーンに衣装を提供
- Cutler and Gross(カトラーアンドグロウス)の2013S/Sキャンペーンに衣装を提供

## コレクション
- 2011 Autumn/Winter
- 2012 Spring/Summer
- 2012 Autumn/Winter
- 2013 Spring/Summer
- 2013 Autumn/Winter

## メディア

### テレビ
- Taratata (タラタ-タ) MUSE(ミューズ) [出演の際に衣装提供 (2012年9月28日)
- Saturday Night Live (サタデーナイトライブ) MUSE(ミューズ) [出演の際に衣装提供 (2012年10月6日)
- The Jonathan Ross Show (ジョナサンロスショウ) MUSE(ミューズ) [出演の際に衣装提供 (2012年10月27日)
- X Factor（エックスファクター）へ衣装提供 (2012年8月〜12月)
- スッキリ！！ (2013年1月14日)

### ラジオ
- BBC Radio 2（ビービーシーラジオ2） MUSE(ミューズ) [出演の際に衣装提供 (2012年10月31日)

### ギグ/コンサート
- Tunes Festival（アイチューンズフェスティバル） MUSE(ミューズ) [に衣装提供 (2012年9月30日)
- MUSE(ミューズ) [のThe 2nd Law（セカンドロウ）ツアーに衣装提供(2012年10月〜2013年9月)
- Wolf Gang(ウォルフギャング)のO2 Arenaでの公演の際に衣装提供(2012年11月30日)

### 雑誌
- Dazed and Confused (2012年8月号)
- Dazed and Confused (2013年1月号)
- NME Magazine (2012年10月16日号)
- Q Magazine (2012年10月31日号)
- H Magazine (2012年 5月号)
- XOXO Magazine (2012年9月号)
- Fiasco Magazine (2012年 issue 23)
- 7th Man Magazine (2012年 issue 3)
- HERO Magazine (2012年 issue 7)
- Sid Magazine (2012年 issue 1)
- 1883 Magazine (2012年 issue 6)

### ビデオ
- MUSE(ミューズ) [「Follow Me」公式ビデオ
- MUSE(ミューズ) [Q Award “Q Best Act In The World Today”
- Heaven’s Basement(ヘヴンズベースメント) 「I am Electric」公式ビデオ